# NGC 1003
NGC 1003 è una galassia a spirale situata sul bordo occidentale della costellazione di Perseo, a una distanza di circa 31 milioni di anni luce dalla nostra Via Lattea.

## Scoperta
La galassia è stata scoperta il 6 ottobre 1784 dall'astronomo britannico di origine tedesca William Herschel.

## Descrizione
NGC 1003 è stata utilizzata da Gérard de Vaucouleurs come esempio di tipo morfologico SAB(s:)d nel suo atlante di classificazione delle galassie.
NGC 1003 ha una classe di luminosità III-IV e presenta una larga riga a 21 cm dell'idrogeno neutro.

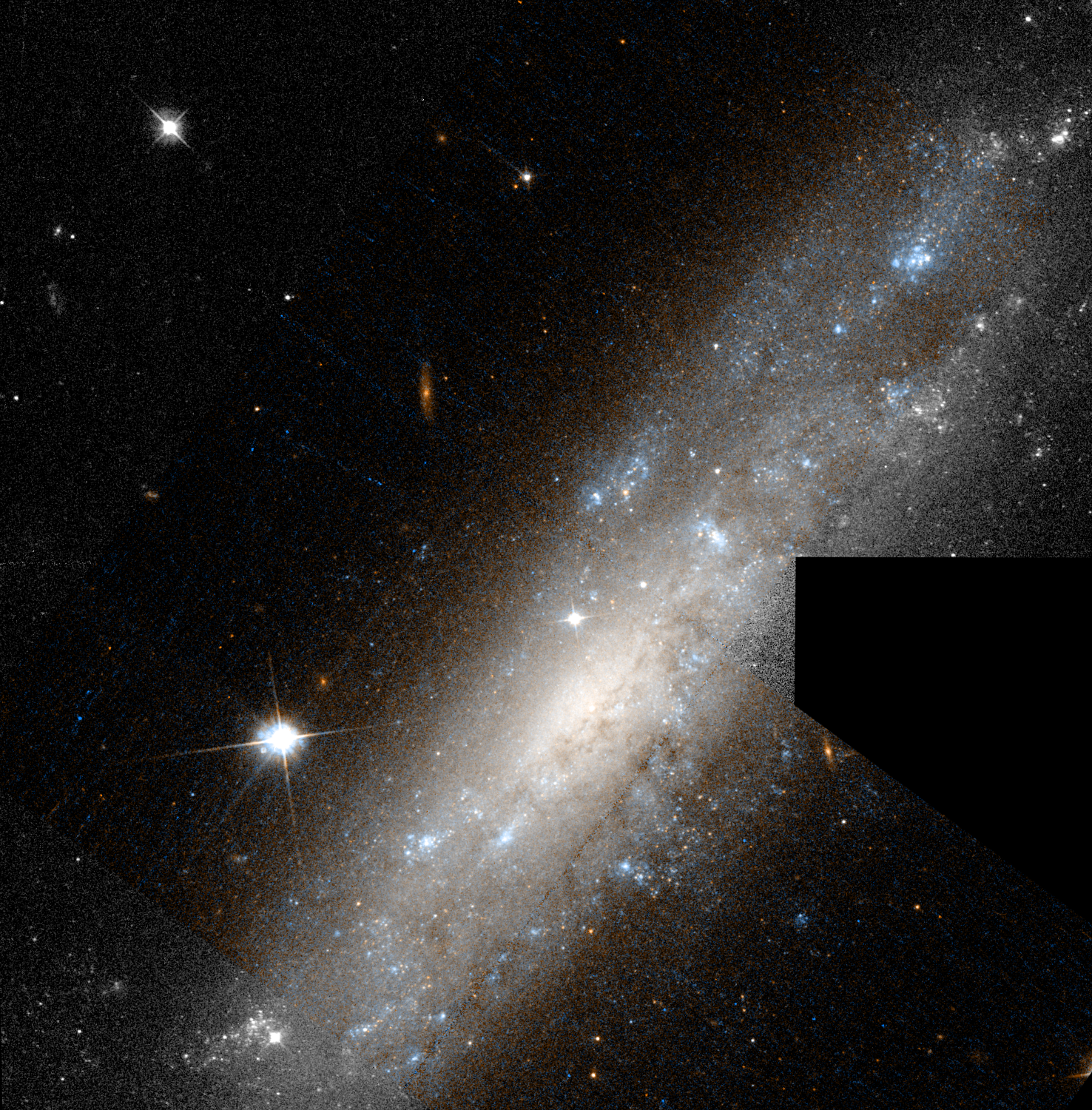
NGC 1003 vista dal Telescopio spaziale Hubble

## Supernova
Il 9 settembre 1937, all'interno di NGC 1003 è stata scoperta la supernova SN 1937D  dall'astrofisico statunitense di origine svizzera Fritz Zwicky. La supernova è stata classificata di tipo Ia.

## Gruppo di NGC 1023
NGC 1003 fa parte del Gruppo di NGC 1023 situato nel Superammasso della Vergine. Il gruppo comprende tra le altre le galassie NGC 891, NGC 925, NGC 949, NGC 959, NGC 1023, NGC 1058 e IC 239.